# COSAFA Cup 2005
| COSAFA Cup 2005 2005 COSAFA Castle Cup |                            |
| Anzahl Nationen                        | 13 (4 Endrundenteilnehmer) |
| Meister                                | Simbabwe                   |
| Austragungsort                         | Südafrika (Mafikeng)       |
| Eröffnung                              | 26. Februar 2005           |
| Endspiel                               | 14. August 2005            |
| Tore                                   | 30                         |
| Torschützenkönig                       | Collins Mbesuma, 4 Tore    |

Die neunte Ausgabe des COSAFA-Cups, offiziell COSAFA Castle Cup 2005, fand am 13. August und 14. August 2005 in Südafrika statt. Vier Mannschaften aus dem südlichen Afrika spielten hier um den Titel des „Meisters des südlichen Afrikas“. Simbabwe gewann seinen dritten Titel. Die Vorrunde fand vom 26. Februar bis zum 12. Juni auf Mauritius, in Namibia und in Sambia statt. Erstmals nahmen die Seychellen teil.

## Spielmodus
Für die Endrunde des Turniers war der Titelverteidiger Angola automatisch qualifiziert. Die restlichen 12 Teilnehmer spielten in drei Gruppen, dessen Sieger sich für die Endrunde in Botswana qualifizierte. Die Gruppenränge wurden durch Austragen eines Halbfinales entschieden, deren Gewinner ein Gruppenfinale ausspielten.

## Vorrunde/Qualifikation

### Gruppe A
Die Spiele der Gruppe A fanden am 26. und 27. Februar 2005 in Curepipe auf Mauritius statt. Südafrika konnte sich gegen die Inselstaaten Seychellen, Mauritius und Madagaskar durchsetzen.

#### Halbfinale
|                  |   |            |           |
| 26. Februar 2005 |   |            |           |
| Seychellen       | – | Südafrika  | 0:3 (0:3) |
| 26. Februar 2005 |   |            |           |
| Mauritius        | – | Madagaskar | 2:0 (1:0) |

#### Finale
|                  |   |           |           |
| 27. Februar 2005 |   |           |           |
| Mauritius        | – | Südafrika | 0:1 (0:1) |

### Gruppe B
Die Spiele der Gruppe B fanden am 16. und 17. April 2005 in Windhoek in Namibia statt. Gruppensieger wurde Simbabwe vor Botswana, Namibia und Mosambik.

#### Halbfinale
|                |   |          |           |
| 16. April 2005 |   |          |           |
| Mosambik       | – | Simbabwe | 0:3 (0:0) |
| 16. April 2005 |   |          |           |
| Namibia        | – | Botswana | 1:1 (1:0) |

#### Finale
|                |   |          |           |
| 17. April 2005 |   |          |           |
| Botswana       | – | Simbabwe | 0:2 (0:1) |

### Gruppe C
Die Spiele der Gruppe C fanden am 11. und 12. Juni 2005 in Lusaka in Sambia statt. Gastgeber Sambia konnte sich in der Gruppe durchsetzen.

#### Halbfinale
|               |   |           |           |
| 11. Juni 2005 |   |           |           |
| Malawi        | – | Lesotho   | 2:1 (0:0) |
| 11. Juni 2005 |   |           |           |
| Sambia        | – | Swasiland | 3:0 (1:0) |

#### Finale
|               |   |        |           |
| 12. Juni 2005 |   |        |           |
| Sambia        | – | Malawi | 2:1 (0:0) |

## Endrunde

### Halbfinale
Die Halbfinalbegegnungen fanden in Mafikeng statt.
|                 |   |          |                      |
| 13. August 2005 |   |          |                      |
| Angola          | – | Simbabwe | 1:2 (0:0)            |
| 13. August 2005 |   |          |                      |
| Südafrika       | – | Sambia   | 2:2 (0:2), 8:9 i. E. |

### Finale
Das Finale fand ebenfalls in Mafikeng statt.
|                 |   |        |           |
| 14. August 2005 |   |        |           |
| Simbabwe        | – | Sambia | 1:0 (0:0) |